# Caravaca Club de Fútbol
El Caravaca Club de Fútbol era un club de fútbol de España, fundado en 1969 en la ciudad de Caravaca de la Cruz (Murcia). Se traslada en 2011 a La Unión. Desapareció en 2012.

## Historia
El Caravaca Club de Fútbol se funda en 1969, aunque en años anteriores hubo otros clubes como la Unión Deportiva Caravaqueña o el Caravaca Football Club. El equipo juega en las categorías regionales del fútbol murciano, siempre con el objetivo de subir a Tercera División. No es hasta la temporada 1979/80, con la reestructuración de la categoría, cuando se logra el ansiado ascenso. El Caravaca realiza 5 temporadas muy dignas en la categoría, clasificándose siempre en mitad de la tabla, pero en la sexta campaña desciende a Territorial Preferente. 
Regresa a Tercera (su lugar correspondiente) en 1991 y en la siguiente temporada queda subcampeón del grupo, participando así por primera vez en el play-off a Segunda División B. Desde entonces, alternando alguna que otra mala campaña, el objetivo es el ascenso de categoría. En 2007 participa en el play-off contra el Raqui San Isidro, gana el primer partido en Caravaca por 3-0. En el partido de vuelta, finalizados los 90 minutos reglamentarios, el árbitro añadió 12 minutos sin ningún motivo y en ellos el Raqui materializó 3 goles, eliminando así al Caravaca. 
En la temporada 2007/08 se vuelve a clasificar entre los cuatro primeros y queda emparejado en la primera eliminatoria contra el Real Oviedo. En la ida, disputada en Caravaca, el equipo local vence al visitante ganando por un contundente 4-1. En el partido de vuelta en Oviedo, el Caravaca cayó 4-2, pero consiguió clasificarse para la siguiente ronda gracias al resultado de la ida. En la ida de la final del grupo el Caravaca no pasó del empate a 0 en casa contra el Antequera y en la vuelta en tierras andaluzas cayó por 2-1 tras ir ganando al descanso.
En la temporada 2008/09 se prepara una plantilla aún mejor que la del año anterior y el equipo bate récords, consiguiendo 115 goles a favor y 25 en contra, siendo el conjunto más goleador de España liderando con claridad el grupo XIII de la Tercera División de España. 
En el play-off de ascenso a Segunda B se enfrentaría al Unión Estepona al que ganó 3-2 en Estadio el Morao pero perdió en Estepona 2-1 lo que provocó el ascenso del Unión Estepona. Pese a esto, el Caravaca tendrá otra oportunidad de ascender gracias a que quedó campeón del grupo. En la segunda eliminatoria se deshizo del Alcalá ganando los dos partidos por 0-2. En la tercera eliminatoria se enfrenta al Ourense, en la ida cae en O Couto por 1-0, pero en la vuelta remonta el marcador ganando 3-1 y consigue por fin el ascenso a Segunda División B.
Tras el histórico ascenso el presidente Juan Medina presenta su dimisión. El vicepresidente Manuel Sánchez Contreras se convierte en presidente en funciones hasta la celebración en un plazo de dos meses de una asamblea. El equipo hace una muy buena temporada, estando en varias jornadas en puestos de play-off. Finalmente termina 11.º la temporada 2009/10. Tras la gran campaña el futuro del equipo parece en el aire tras la marcha del entrenador Manolo Sánchez y se rumorea incluso el traslado del equipo a Lorca o Totana. Finalmente Andrés Marcos se hace cargo del club y permanece en Caravaca con Francisco Manzanares como entrenador.
Al terminar la temporada el presidente traslada el club a La Unión y cambia su nombre por Club de Fútbol La Unión alegando que en Caravaca no tenía suficientes apoyos ni las instalaciones eran adecuadas. El cambio de nombre tiene naturaleza oficiosa ya que federativamente el club continuó llamándose Caravaca Club de Fútbol debido a que la decisión de trasladar al club se toma una vez pasado el plazo de inscripción de equipos en la RFEF, hecho que da lugar a que en la mayoría de medios nacionales y regionales se siga aludiendo al club con su denominación histórica. El traslado se hace sin convocar asamblea de socios tal y como establecen los estatutos del club (que no es propiedad del presidente sino de sus socios), por lo que diversos aficionados del Caravaca denuncian el traslado a la FFRM y a la RFEF y recogen firmas para impedirlo. Mientras el presidente de la FFRM intenta conseguir para Caravaca una plaza en categoría regional para contentar a los aficionados. A mediados de agosto Ayuntamiento y aficionados llevan el caso a la Audiencia Nacional. En una reunión con el alcalde de Caravaca José Miguel Monje Carrillo, presidente de la FFRM, asegura que el no tiene autoridad sobre el traslado del club. En el primer partido disputado por el club en su nueva ciudad apenas acuden al campo 100 espectadores, menos gente que cuando jugaba en Caravaca.
El traslado a La Unión se demuestra como un fiasco total, habiendo entradas mucho menores que en Caravaca. Antes de terminar la primera vuelta comienzan los impagos a los jugadores. El club termina descendiendo a Tercera División en el campo y a Preferente por los impagos, tras lo que desaparece.
Paralelamente a estos acontecimientos, un grupo de socios indignados se unen para crear un nuevo proyecto y que el fútbol caravaqueño no quede huérfano. En agosto de 2011 se presenta el nuevo Caravaca Fútbol Club como cambio de nombre del Peña Madridista Caravaca Año Santo 2010 C.F. -club dedicado al fútbol base que creó equipo sénior en 2009-, que viene a sustituir al histórico que había sido trasladado de localidad sin consentimiento de los socios. Presidido por Damián Méndez, el Caravaca F.C. parte desde Primera Categoría Autonómica, plaza que disfrutaba en esos momentos el equipo sénior de la Peña Madridista de Caravaca de La Cruz. El club termina Campeón y logra ascender a Preferente, sin embargo, para evitar confusiones con el Caravaca C.F. el cual arrastra importantes deudas, se toma la decisión de comprar la plaza del C.F. Base de Abarán por 6.000 euros y adquirir un número federativo propio para dejar libre la plaza del Peña Madridista de Caravaca y que no desaparezca, además de evitar posibles demandas de antiguos acreedores del ahora inactivo Caravaca C.F. Por ende, el 4 de julio de 2013, mediante asamblea general se cambia la denominación a Asociación Deportiva Caravaca Vera Cruz procediendo al cambio de sede, la cual se traslada a la localidad de Caravaca de La Cruz.
En 2017, el Peña Madridista de Caravaca cambia su nombre a Unión Deportiva Caravaca. 
En 2018, la Asociación Deportiva Caravaca descendió a Segunda Autonómica. La directiva decidió negociar con la UD Caravaca un acuerdo de fusión que condujo a la desaparición formal de la AD Caravaca, pues toda su directiva pasaría a hacerse cargo de la UD Caravaca en Primera Autonómica a partir de la temporada 18/19, que comenzaría en pocos meses.

## Uniforme
- Uniforme titular: Camiseta blanca, pantalón blanco, medias blancas.

### Evolución del uniforme
| 1969 - 2016 | 2016 - |

## Entrenadores

### Cronología de los entrenadores
| - 1. Juan Méndez, 1999-2000 - 2. Horacio Moyano, 2000-2001 - 3. Joaquín Pellicer, 2001-2002 - 4. Javier Quintana, 2001-2002 - 5. Víctor Basadre 2002-2003 - 6. Brau 2002-2003 - 7. José Agustín Soto 2002-2003 - 8. Pepe Soler 2003-2004 - 9. Pintinho, 2004-2006 - 10. José Agustín Soto, 2006-2007 | - 11. Mariano Oyonarte García 2007-2008 - 12. Gabi Correa, 2007-2008 - 13. Pepe Soler 2008-2009 - 14. Miguel Rivera 2009-2010 - 15. Francisco Manzanares 2010-2011 - 16. Machuca, 2011 - 17. José Sánchez Vidaña, 2011 - 18. Simón Ruiz Díaz, 2012 - 19. Mariano Oyonarte, 2012-2015 - 20. Ranko Despotović, 2022-2023 |

## Datos del club
- Temporadas en Primera: 0
- Temporadas en Segunda: 0
- Temporadas en Segunda B: 3
- Temporadas en Tercera: 24
- Mejor puesto en la liga: 1.º (Tercera división española temporada 2008-09)
- Peor puesto en la liga: 19.º (Tercera división española temporadas 1985-86)

## Palmarés

### Torneos nacionales
- Tercera División de España (1): 2008/09